# Direito das obrigações no Brasil
O Direito das Obrigações no Brasil é a configuração que ganha o Direito das Obrigações em âmbito brasileiro em virtude das disposições legais contidas no Direito Civil brasileiro: trata do complexo de normas que regem as relações jurídicas, e tem por objeto as prestações de uma pessoa em favor da outra. No Código Civil Brasileiro, essas normas estão expressas entre os artigos 233 e 420 do CC, bem como em outros setores da legislação brasileira. (por exemplo, a obrigação de prestar alimentos é expressa no Livro da Família. 

## Conceitos
As respectivas obrigações assumidas pelo devedor possuem como garantia do cumprimento obrigacional o patrimônio do devedor, (ressalvados o bem de família - Lei nº 8.009/90 e os bens impenhoráveis descritos no CPC).
A relação obrigacional é constituída, no mínimo, por duas partes: sujeito ativo (credor) e o sujeito passivo (devedor). Há ainda outros dois elementos: o vínculo jurídico e o objeto. A obrigação terá como objeto a prestação (ação ou omissão) do devedor para com o credor. Essa relação, ainda é vista como uma submissão a uma regra de conduta, onde a autoridade é reconhecida ou forçosamente se impõe.
O vínculo da relação obrigacional se divide em duas partes: débito e responsabilidade. O débito é a prestação a ser realizada pelo devedor. A responsabilidade é a garantia do adimplemento, a tutela jurídica, isto é, são os meios que o credor possui para exigir o cumprimento da prestação.
O direito das obrigações, todavia, emprega o referido vocábulo em sentido mais restrito, compreendendo apenas aqueles vínculos de conteúdo patrimonial, que se estabelecem de pessoa a pessoa, colocando-as, uma em face da outra, como credora e devedora, de tal modo que uma esteja na situação de poder exigir a prestação, e a outra, na contingência de cumpri-la. (João Franzen de Lima, Curso de direito civil brasileiro, v. II, t. I, p. 14; Roberto de Ruggiero, Instituições de direito civil, v. III, p. 3-4; Clóvis Beviláqua, Direito das obrigações, p. 12.)
O conceito clássico de Obrigação, para Washington de Barros Monteiro, diz que: “obrigação é a relação jurídica, de caráter transitório, estabelecida entre o devedor e o credor e cujo objeto consiste numa prestação pessoal econômica, positiva ou negativa, devida pelo primeiro ao segundo, garantindo-lhe o adimplemento através de seu patrimônio”.
Pode-se dizer que o direito das obrigações consiste num complexo de normas que regem relações jurídicas de ordem patrimonial, que têm por objeto prestações de um sujeito em proveito de outro. Disciplina as relações jurídicas de natureza pessoal, visto que seu conteúdo é a prestação patrimonial, ou seja, a ação ou omissão do devedor tendo em vista o interesse do credor, que, por sua vez, tem o direito de exigir o seu cumprimento, podendo, para tanto, movimentar a máquina judiciária, se necessário. (Maria Helena Diniz, Curso de direito civil brasileiro, v. 2, p. 3.)

## Características
Dentro das características das obrigações, temos:
- Coercitividade ou jurisdicidade: relação intersubjetiva entre os sujeitos qualificada pela lei.
- Transitoriedade: é transitório, de modo que ela existe para se extinguir; o cumprimento do dever jurídico exerce a relação entre as partes. O fim natural da obrigação é o adimplemento (pagamento).
- Relatividade: o direito só é exercido em face do dever do outro. A relação jurídica é estabelecida e gera efeitos entre os seus participantes.
- Pessoalidade: Uma obrigação é devida de uma pessoa específica para uma pessoa ou mais pessoas. As obrigações são pessoais, são entendidas como pagamentos ou débitos e podem ser renunciadas.
- Economicidade: de modo, que sirva para produzir ou circular riquezas.
- Patrimonialidade: o devedor responde por suas obrigações com o seu patrimônio, garantido pelo credor. Respondem os bens presentes e futuros do devedor. A obrigação deve ser avaliável em dinheiro ou em valor (conteúdo econômico).

## Diferença entre deveres jurídicos, obrigações, direitos potestativos e ônus
O conceito de dever jurídico, em regra geral, encontra-se inserido no conceito amplo de obrigação. O Dever jurídico trata-se da necessidade de comportar-se de certa maneira. Contrapõe-se ao direito subjetivo. O seu desrespeito gera consequências amplas para aquele que o descumpriu e para a outra parte. O autor baiano, Orlando Gomes, define dever jurídico como: “a necessidade que corre a todo o indivíduo as ordens ou comandos do ordenamento jurídico, sob pena de incorrer numa sanção, como o dever universal de não perturbar o direito do proprietário” (Obrigações..., 1997, p. 6). Como por exemplo o comprador está obrigado a pagar o preço; o inquilino se acha obrigado a conservar o imóvel locado e a restituí-lo ao locador, findo o contrato e etc. Sendo assim, o dever jurídico relaciona-se com todas as obrigações de natureza real, além dos variados ramos jurídicos.
Já a obrigação possui caráter transitório que, muitas vezes, não é observado no dever jurídico. Segundo Giselda Hironaka e Renato Franco “em sentido mais estrito, situar-se-á a ideia de obrigação, referindo-se apenas ao dever oriundo à relação jurídica creditória (pessoal, obrigacional). Mas não apenas isto. Na obrigação, em correspondência a este dever jurídico de prestar (do devedor), estará o direito subjetivo à prestação (do credor), direito este que, se violado – se ocorrer a inadimplência por parte do devedor –, admitirá, ao seu titular (o credor), buscar no patrimônio do responsável pela inexecução (o devedor) o necessário à satisfação compulsória do seu crédito, ou à reparação do dano causado, se este for o caso” (Direito das obrigações..., 2008, v. 2, p. 32).
Por outro lado, o ônus dá a ideia de fardo, encargo. Deve atender apenas a própria vontade e não a vontade alheia, ou seja, o sujeito age de certo modo em prol dos interesses particulares. Não atendido o ônus, as consequências serão somente para a parte relacionada ao instituto. Exemplo é o ônus de provar: art. 333, I, do CPC.
O ônus é, por isso, o comportamento necessário para conseguir-se certo resultado, que a lei não impõe, apenas faculta.
Já o direito potestativo é definido por Francisco Amaral “é o poder que a pessoa tem de influir na esfera jurídica de outrem, sem que este possa fazer algo que não se sujeitar”. Em outras palavras, a parte não sujeitou-se ao poder do titular do  direito potestativo, mas o exercício do poder por este titular fará com que o sujeito seja responsabilizado às consequências advindas da alteração produzida, em sua própria esfera jurídica.

## Direitos obrigacionais e direitos reais
Os direitos reais são também conhecidos como direitos das coisas, representa uma ligação entre o indivíduo e a coisa que a ele pertence.  O poder direto e imediato sobre determinado objeto, ao qual é chamado de direito real. Dessa maneira, o direito real conta como elementos o sujeito ativo, a coisa e o poder do titular sobre a coisa.
Já os direitos obrigacionais consistem numa relação entre dois sujeitos, aquele que tem o poder de exigir (ativo) e aquele que deve cumprir (passivo). O credor, sujeito ativo, tem o poder de exigir o cumprimento da obrigação e, caso essa não seja cumprida, possui o direito de recorrer a esfera judicial.
As principais divergências entre os direitos reais e os direitos obrigacionais são:
- Inerência  - No caso dos direitos reais o sujeito fica ligado a coisa, ao objeto, sem a necessidade de outro sujeito. Já no direito obrigacional a ligação é entre os sujeitos, ativo e passivo.
- Absolutismo- No direito real, o poder do titular sobre o objeto tem efeito erga omnes, enquanto no direito obrigacional é relativo;
- Perpetuidade- Os direitos reais não extinguem-se. Já os obrigacionais possuem caráter transitório, ou seja, uma vez que a obrigação for cumprida ela se extingue.
- Legalidade- Os direitos reais são criados apenas por lei. Já os obrigacionais podem ser criados de acordo com a vontade das partes.
- Publicidade- Os direitos reais devem ser conhecidos, ou pelo ao menos presumidos pela sociedade. Os direitos obrigacionais não exigem essa visibilidade, pois eles vinculam apenas os sujeitos da relação bastando apenas um acordo de vontades.

## Elementos das obrigações
As obrigações são constituídas de elementos subjetivos, objetivos e de um vínculo jurídico.
- Elemento subjetivo: formado pelos envolvidos: credor (sujeito ativo) e devedor (sujeito passivo).
- Elemento objetivo da obrigação: objeto imediato e mediato da obrigação: O objeto da obrigação se caracteriza por ser uma conduta ou ato humano, sendo chamado de prestação, podendo ser positiva (dar e fazer) ou negativa (não fazer), logo a prestação é o objeto imediato da obrigação. A prestação consiste, em regra, numa atividade ou numa ação do devedor (entregar uma coisa, realizar uma obra, patrocinar alguém numa causa, transportar alguns móveis, transmitir um crédito, dar certo número de lições, etc.). Mas também pode consistir numa abstenção, permissão ou omissão (obrigação de não abrir estabelecimentos de certo ramo do comércio na mesma rua ou na mesma localidade; obrigação de não usar a coisa recebida em depósito; obrigação de não fazer escavações que provoquem o desmoronamento do prédio vizinho). A prestação é o fulcro da obrigação, é o seu alvo prático. Distingue-se do dever geral de abstenção próprio dos direitos reais, porque o dever jurídico de prestar é um dever específico (que apenas atinge o devedor), enquanto o dever geral de abstenção é um dever genérico, que abrange todos os não titulares do direito (real ou de personalidade). (ANTUNES VARELA, João de Matos. Das obrigações..., 2005, v. 1, p. 78-79).  Se observarmos a atividade de compra e venda notamos que o objeto imediato dessa obrigação de dar é a entrega da coisa, essa é a prestação, o objeto imediato da prestação é a própria coisa que será entregue, logo o objeto mediato da obrigação. Na obrigação de dar o objeto mediato da obrigação é a própria coisa, na obrigação de fazer esse objeto é a obra ou serviço encomendado. Para que a obrigação seja válida seu objeto imediato deve obedecer alguns requisitos devendo ser lícito, possível, determinável ou determinado, e ser, também, economicamente apreciável, essa economicidade se deve ao fato que “o interesse do credor pode ser apatrimonial, mas a prestação deve ser suscetível de avaliação em dinheiro”, esse conceito é exposto também no Código Civil italiano. Alguns doutrinadores discordam da necessidade de economicidade da prestação, no entanto, mesmo quando não há valor econômico para a prestação cabe ao juiz, como nos casos de reparação de danos, um valor que se equivalha a ação, como exemplo observamos a indenização por dano moral. Portanto, o objeto mediato da obrigação é o objeto imediato da prestação, que pode ser uma coisa ou tarefa a ser feita, variando de acordo com o tipo de obrigação.
- vínculo jurídico: determinação que sujeita o devedor a cumprir determinada prestação em favor do credor.